# ベアトリクス・フォン・ベルク

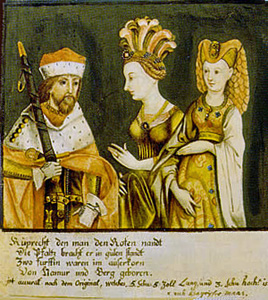
ループレヒト1世と2人の妃。ベアトリクスは右端。

ベアトリクス・フォン・ベルク（Beatrix von Berg, 1360年 - 1395年5月16日）は、ベルク公ヴィルヘルム1世の娘で、プファルツ選帝侯ループレヒト1世の2番目の妃。

## 生涯
ベアトリクスはベルク公ヴィルヘルム1世と、後のプファルツ選帝侯ループレヒト2世の娘アンナの娘である。当時両親の居城であったブルク・アン・デア・ヴッパーの城で生まれたとみられる。
1380年以降、父ベルク公はデュッセルドルフに居を構えた。結婚前であったベアトリクスも両親と共にデュッセルドルフに移ったと考えられる。
1385年にベアトリクスはプファルツ選帝侯ループレヒト1世と結婚した。ループレヒト1世は3年前に最初の妃を亡くしており、すでに75歳であった。2番目の妃となるベアトリクスはループレヒト1世の甥で相続人のループレヒト2世の孫であった。
ループレヒト1世とベアトリクスはハイデルベルクに居を構えた。ハイデルベルクにはループレヒト1世が大学を創設している。1390年にノイシュタット・アン・デア・ヴァインシュトラーセにおいて夫ループレヒト1世は死去した。
『Allgemeine Deutsche Biographie』には夫ループレヒト1世について次のように書かれている。
ループレヒト1世は同時代の人々からも高く評価されており、見た目も立派で、騎士のような外見をしていた。冷酷なエネルギーを持ち、穏やかで慈悲深い紳士であり、教会と神権の守護者であり、未亡人や孤児の友人であると考えられていた。ループレヒト1世は財政力を持つユダヤ人から見事に搾取する方法を知っていたが、ユダヤ人は公正で人道的な保護者として彼を称えた。
ベアトリクスは夫の死からわずか5年後の1395年にノイシュタット・アン・デア・ヴァインシュトラーセで死去した。
この結婚で子供は生まれなかった。夫の死後、プファルツ選帝侯位はベアトリクスの祖父ループレヒト2世が継承した。
夫ループレヒト1世はベアトリクスに寡婦財産としてノイブルク・アム・ラインの城と町をハーゲンバッハの村およびバート・ベルクツァバンの現物を遺した。

## 墓像
ベアトリクスは、ノイシュタット・アン・デア・ヴァインシュトラーセの参事会教会の祭壇に夫の隣に埋葬された。墓と碑文の両方が残されている。墓は現在の参事会教会のカトリック合唱団席の通路にあり、青銅の碑文が目印となっている。古い墓石は床から取り外されて保管され、教会のカトリックエリアの後ろの壁（プロテスタントエリアとの仕切り）に直立した形で置かれた。
1910年頃、市の牧師ミヒャエル・グラザー（1863年 - 1915年）は、同地に埋葬されているライン宮中伯の支配者ルドルフ2世とループレヒト1世およびそれぞれの隣に埋葬されている妃ベアトリクスとマルガレーテ・ディ・シチリアの4つの大きな彫像を制作した。それらは、有名なミュンヘンの彫刻家フーベルト・ネッツァーによりケルハイムの白い石灰岩で作られ、教会のカトリックエリアの北側と南側の身廊の壁に置かれている。歴史主義様式の彫刻は古い肖像画に基づいている。2人の女性像とライン宮中伯ルドルフ2世の像は、参事会教会の墓像に基づいて制作された。
ベアトリクスは遺志により、その死の日にノイシュタットの参事会教会で恒久的なミサを寄付し、その間、ベアトリクスの墓でもろうそくが燃やされた。さらに、ベアトリクスはノイシュタットの2人の市長に毎年一定の金額を支払う基金を寄付し、そこから「8枚のコートを買い、必要としている貧しい人々に与えるべき」とした。
ノイシュタットの参事会教会では、毎年2回「ヴィッテルスバッハ市」が開催される。中央通路にある選帝侯ループレヒト1世とその妃ベアトリクス・フォン・ベルクの墓は、亡くなった他のすべての君主らを代表して常に祝福を受けている。

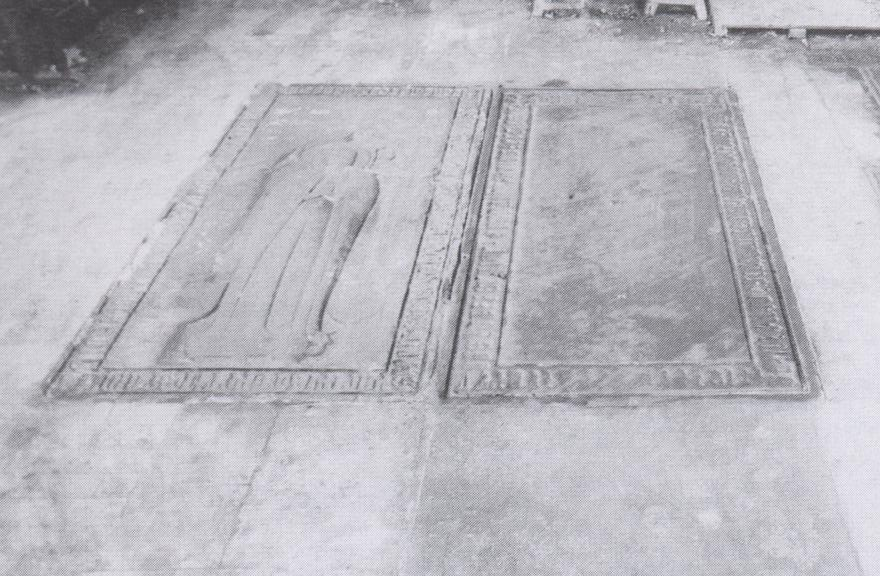
1906年当時のベアトリクス（左）とループレヒト1世の墓
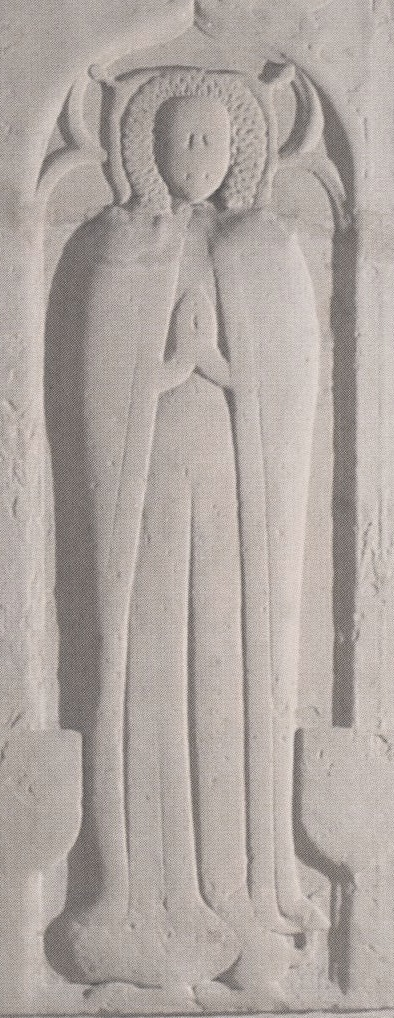
ベアトリクスの墓像
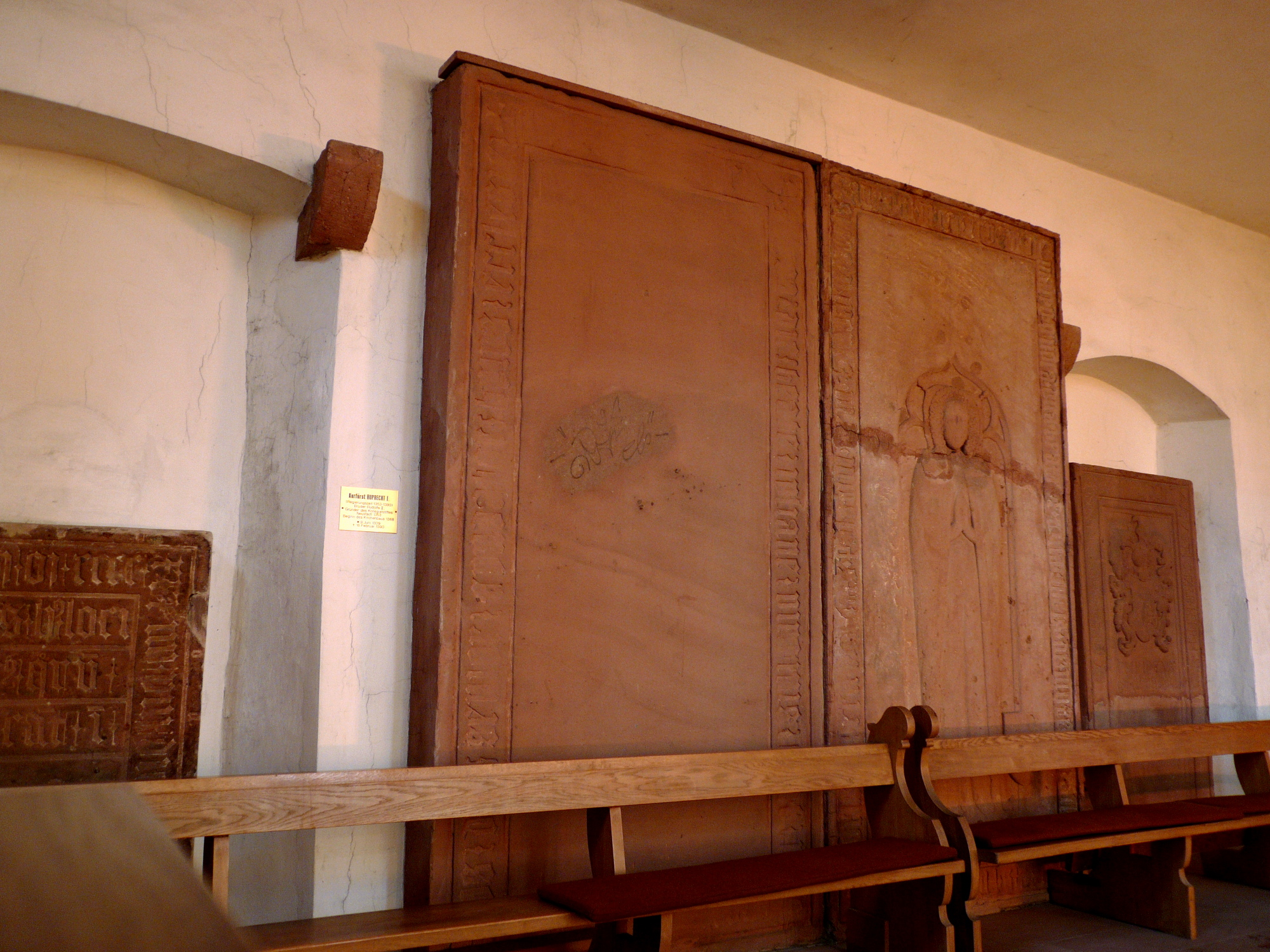
現在の墓石の様子
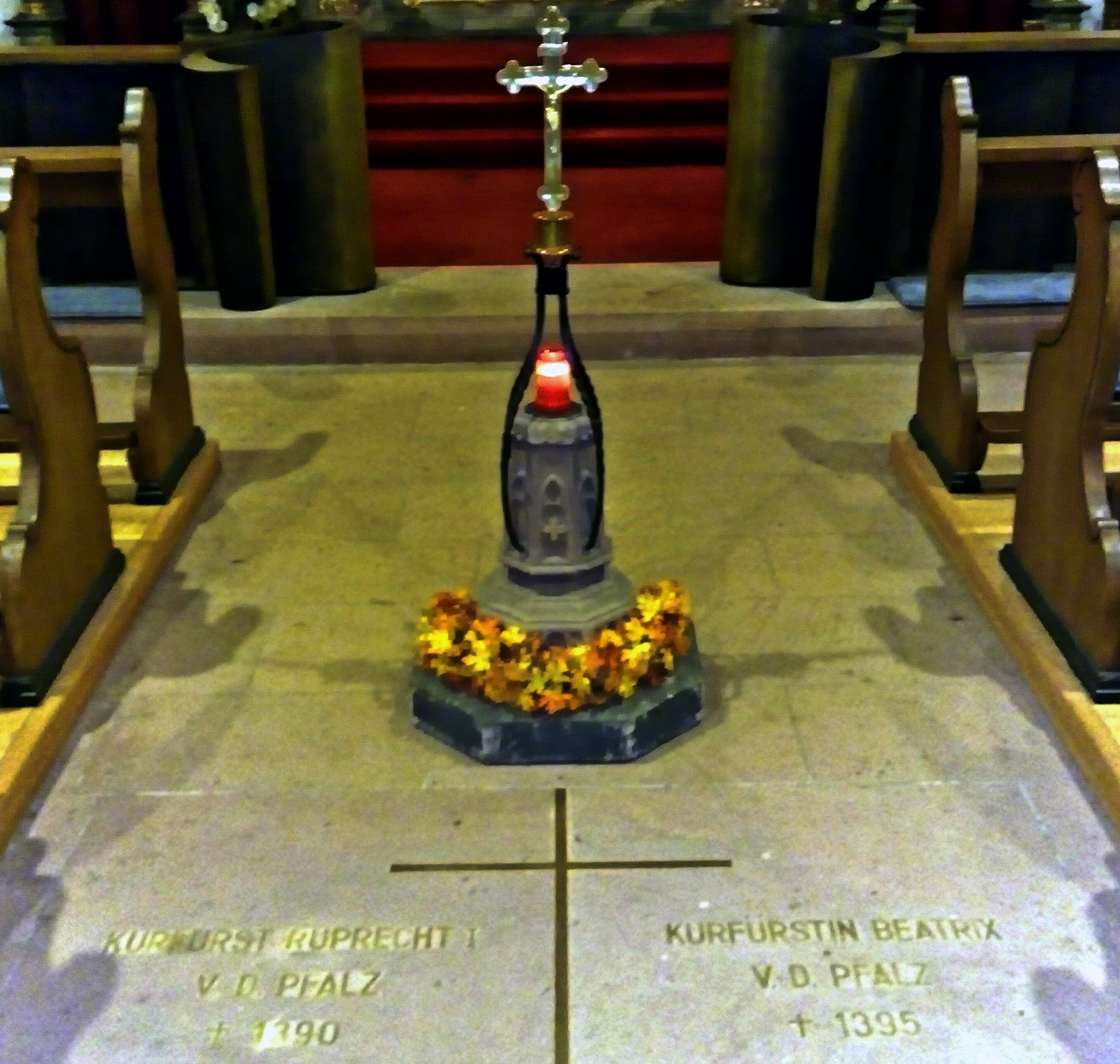
現在の墓所の様子

## 家族
ベアトリクスの両親は、アルテンベルク大聖堂の有名な西側の窓を寄贈した。これは、アルプス以北で最大のゴシック様式のステンドグラスの窓と考えられている。夫妻の姿はその中に寄贈者として描かれている。
ベアトリクスの弟ループレヒト・フォン・ベルク（1365年 - 1394年）は、パーダーボルンとパッサウの司教であり、教養があり精力的であったが、わずか29歳で疫病で死去した。ループレヒトは若年であったが司教の叙階を受けることができた。
もう一人の弟にヴィルヘルム・フォン・ベルク（1382年 - 1428年）がいる。1402年から1414年まで、ヴィルヘルムもパーダーボルンの司教を務め、そこでヴィルヘルムとその精神的相談相手であったゴベリヌス（1358年 - 1421年）は、「デヴォティオ・モデルナ（Devotio Moderna）」運動により教区の改革を行った。ヴィルヘルム・フォン・ベルクは最終的に司教としての職を辞し、家系を維持するために1416年に結婚した。